# アルマトイ・オルタリク・スタディオン
アルマトイ・オルタリク・スタディオン（カザフ語：Алматы орталық стадионы）は、カザフスタンのアルマトイにある多目的スタジアム。アルマトイに本拠地を置くサッカークラブ・FCカイラトのホームスタジアムで、サッカーカザフスタン代表やラグビーカザフスタン代表の試合も開催されている。「オルタリク」とはカザフ語で「中央」を意味し、日本語では「アルマトイ中央競技場」に近い表現である。

## 歴史
1958年完成。1960年4月にFCカイラト初のホームゲームが開催された。
2012年バンディ世界選手権では補助競技場が建設されグループBと同Cの試合が行われた。大会終了後に氷のリンクは撤去された。

## 交通
アルマトイ地下鉄・バイコヌール駅から徒歩3分。